# نوزوما
نوزوما عامل میکروسپوریدیوز انسانی است که گونه آن ان. کونوری نام دارد. به صورت اسپورهای بیضی بزرگ به طول ۴ و عرض ٢ میکرمتر دیده می شود. اطلاعات زیادی از ساختمان درونی انگل در دست نیست. فقط تعداد ٢ هسته برای اسپوروبلاست (اسپورهای نرسیده) مشاهده و ثبت شده است. تا سال ١٩٨۴ پنج گزارش قطعی در مورد وجود انگل در کودکان بدست امده است. انگل در سراسر بدن به صورت انتشار درون سلولی در گانگلیون های عصبی، عضلات صاف و مخطط، سلول های پارانشیم کبد، سرخرگ ها و قلب  گزارش گردیده است.
پس از اتوپسی ریه و تثبیت آن در فرمالین، اسپورهای این ارگانیسم به شکل بیضوی با اندازه بزرگتر (۴ تا ۴/٥ در ٢ تا ٢/٥) دیده شده که ساختمان داخلی آنها قابل مشاهده نیست. در حالی که در مقاطع رنگ آمیزی شده با گیمسا و هماتوکسیلین ائوزین، اسپوروبلاست ها که هر یک دارای ٢ هسته می باشند، قابل رویت بوده و دیواره اسپورها بی رنگ است.
برخی از اسپورها بالغ دارای دیواره اسید سریع می باشند.
یک خصوصیت تشخیصی قابل توجه اسپور بالغ، وجود یک گرانول PAS مثبت درون دیواره و در انتهای قطب است.